# Andréi Kobiakov
Andréi Vladímirovich Kobiakov (en bielorruso: Андрэй Уладзіміравіч Кабякоў, Andréi Uladzímiravich Kabiakóu; n. Moscú, Rusia, 21 de noviembre de 1960) es un político bielorruso. 
Realizó sus estudios universitarios en el Instituto de Aviación de Moscú y la Universidad Estatal de Economía de Bielorrusia. Al cabo de los años, entró en política a nivel nacional y pasó a ser el embajador de Bielorrusia en Rusia y jefe de la administración presidencial bielorrusa. Desde el día 27 de diciembre de 2014 hasta el 18 de agosto de 2018, fue primer ministro de Bielorrusia en sucesión de Mijaíl Miasnikóvich, ambos durante el gobierno del presidente Aleksandr Lukashenko.